# Arnold Klotz
Arnold Klotz (* 5. August 1940 in Wörgl) ist österreichischer Stadtplaner und war Vizerektor für Infrastruktur der Universität Innsbruck.

## Leben
Arnold Klotz besuchte von 1950 bis 1959 das Bundesrealgymnasium in Kufstein und studierte dann bis 1966 an der Technischen Universität Wien Architektur. Bis 1970 war er Hochschulassistent am Institut für Städtebau, Raumplanung und Raumordnung der TU Wien. 1978 promovierte er zum Doktor der technischen Wissenschaften und 1986 habilitierte sich Klotz für das Fachgebiet Örtliche Raumplanung unter besonderer Berücksichtigung der kommunalen Entwicklungsplanung.
Von 1970 bis 1974 war er Referatsleiter in der Magistratsabteilung 18 (Stadt- und Landesplanung) bzw. Leiter des Referates VI (räumliche Stadtentwicklung) der Stadtbauamtsdirektion in Wien. Von 1974 bis 1991 war er Vorstand des Stadtplanungsamtes im Magistrat der Stadt Innsbruck. Von 1991 bis 2005 wirkte Klotz als Planungsdirektor bzw. Bereichsdirektor für Stadtplanung in der Magistratsdirektion-Stadtbaudirektion Wien. von 2002 bis 2004 war er auch Weltkulturerbebeauftragter der Stadt Wien.
2006 wurde Klotz schließlich zum Professor am Institut für Städtebau und Raumplanung der Universität Innsbruck berufen. Von Oktober 2007 bis Februar 2012 war er Vizerektor für Infrastruktur der Universität Innsbruck.
Im Jahr 1991 wurde ihm das Ehrenzeichen für besondere Verdienste um die Stadt Kufstein verliehen, im Jahr 2006 das Große Silberne Ehrenzeichen für Verdienste um das Land Wien. Am 7. Oktober 2010 wurde Klotz im Rahmen einer Feierstunde an der Universität Innsbruck das Österreichische Ehrenkreuz für Wissenschaft und Kunst I. Klasse und 2014 das Verdienstkreuz des Landes Tirol verliehen.